# Якоб Леві Морено
Якоб Леві Морено (англ. Jacob Levy Moreno) (народжений Якоб Леві; 18 травня 1889, Бухарест, Румунське королівство — 14 травня 1974, Бікон, Нью-Йорк, США) — австрійсько-американський психіатр, соціальний психолог, психотерапевт, соціолог, філософ, засновник психодрами, соціометрії та групової психотерапії.

## Біографія

### Європейський період

#### Румунія
Морено народився в Бухаресті, у родині сефардських євреїв. Батько — Морено Ніссім Леві (1856—1925), комерсант. Мати — Поліна Янку Вольф (1873—1954), вихованка католицької школи жіночого монастиря. На момент одруження Поліні було всього 14 років, а в 15 вона народила Якоба. Після нього в їх сім'ї народилося ще 5 дітей.

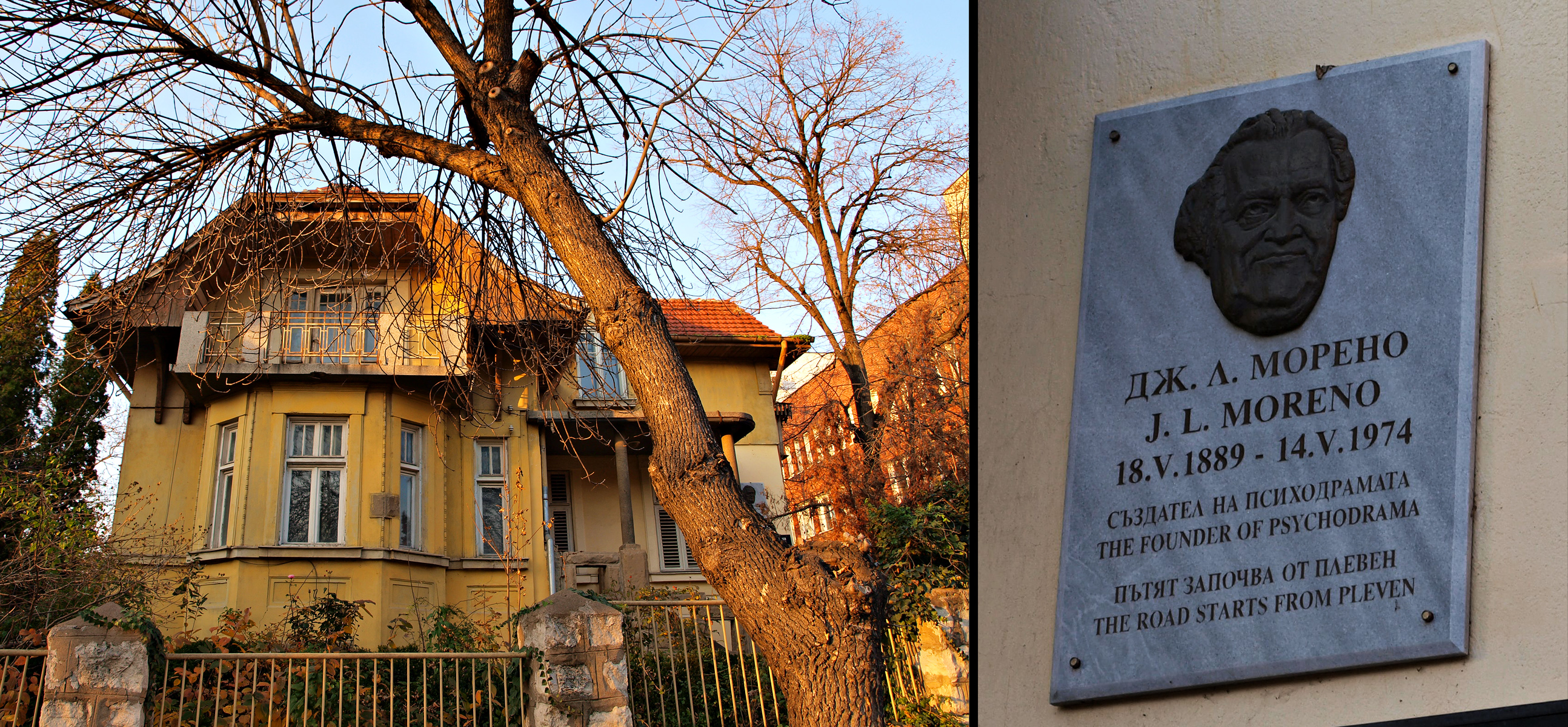
Прабатьківщина Морено в Плевені, Болгарія, і зблизька вид пам'ятної дошки

Морено Леві дуже мало часу проводив з сім'єю і дітьми, що відбилося на ставленні Якоба до фігури батька взагалі.
Коли Якобу було лише дванадцять місяців, він серйозно захворів на рахіт. Мати була у відчаї, але одного разу вона зустріла циганку, яка сказала, що дитина видужає, якщо її покласти на нагрітий сонцем пісок. Потім вона промовила пророцтво: «В один прекрасний день цей хлопчик стане великою людиною. Люди з усього світу будуть приїздити, тільки щоб глянути на нього. Він буде мудрим і добрим». Поліна серйозно поставилася до цього, і хлопчик ріс з вірою матері в те, що він буде деякою мірою Месією. Ідентифікація Морено з Ісусом залишалася важливою проблемою протягом всього життя, особливо в ранні роки, і стала причиною приписуваної йому мегаломанії (манії величі). Він постійно намагався жити фантазіями своєї матері, і як наслідок — впадав у відчай, коли неминуче зазнавав поразки.
Відсутність батька поряд з його ідеалізацією, перетворилося для Якоба в переконання, що він був своїм власним батьком. Це досягла кульмінації, коли ім'я батька (Морено) було прийнято ним як прізвище. Він також придумав історію про своє народження в буремну ніч на кораблі, що плив по Чорному морі від Босфору до Констанци. Невідомо, яким був цей корабель: грецьким, турецьким, румунським чи іспанським. Цим підкреслюється космополітичний характер походження Морено, який не мав ніякого підданства. Ця легенда повторюється в кількох творах Морено. Він також приписував три роки до дати свого народження, можливо, заради ідентифікації з подією 400-річної давнини, коли предки Морено євреї-сефарди у 1492 році емігрували з Іспанії до Румунії.
Коли Якобу було чотири з половиною роки, він з батьками жив у будинку на березі Дунаю. Одного разу він залишився з сусідськими дітьми в підвалі будинку, посередині якого стояв великий дубовий стіл. Діти захотіли грати. Якоб запропонував грати в Бога: «Я буду Богом, а ви — моїми ангелами». Діти погодилися, і спільними зусиллями на столі спорудили зі стільців, зібраних з усього будинку, «небеса». Діти допомогли Якобу залізти і зручно влаштуватися на самому верху. Діти почали кружляти навколо, розмахуючи руками, наче крилами, і співати. Раптом один з дітей запитав Якоба, чому він не літає. Хлопчик розставив руки, намагаючись полетіти, і за секунду опинився на підлозі зі зламаною правою рукою. Цей перший психодраматичний досвід Морено мав велике значення. Він став прообразом побудови багаторівневої психодраматичної сцени з її вертикальним виміром, де перший рівень — рівень концепції, другий — рівень розвитку, третій — рівень завершення і дії, четвертий (балкон) — рівень для трансцендентних ролей спасителів і героїв.
Пізніше Морено дійшов висновку: «Є лише один засіб позбутися „синдрому Бога“ — треба відтворити його в дії».

#### Австрія

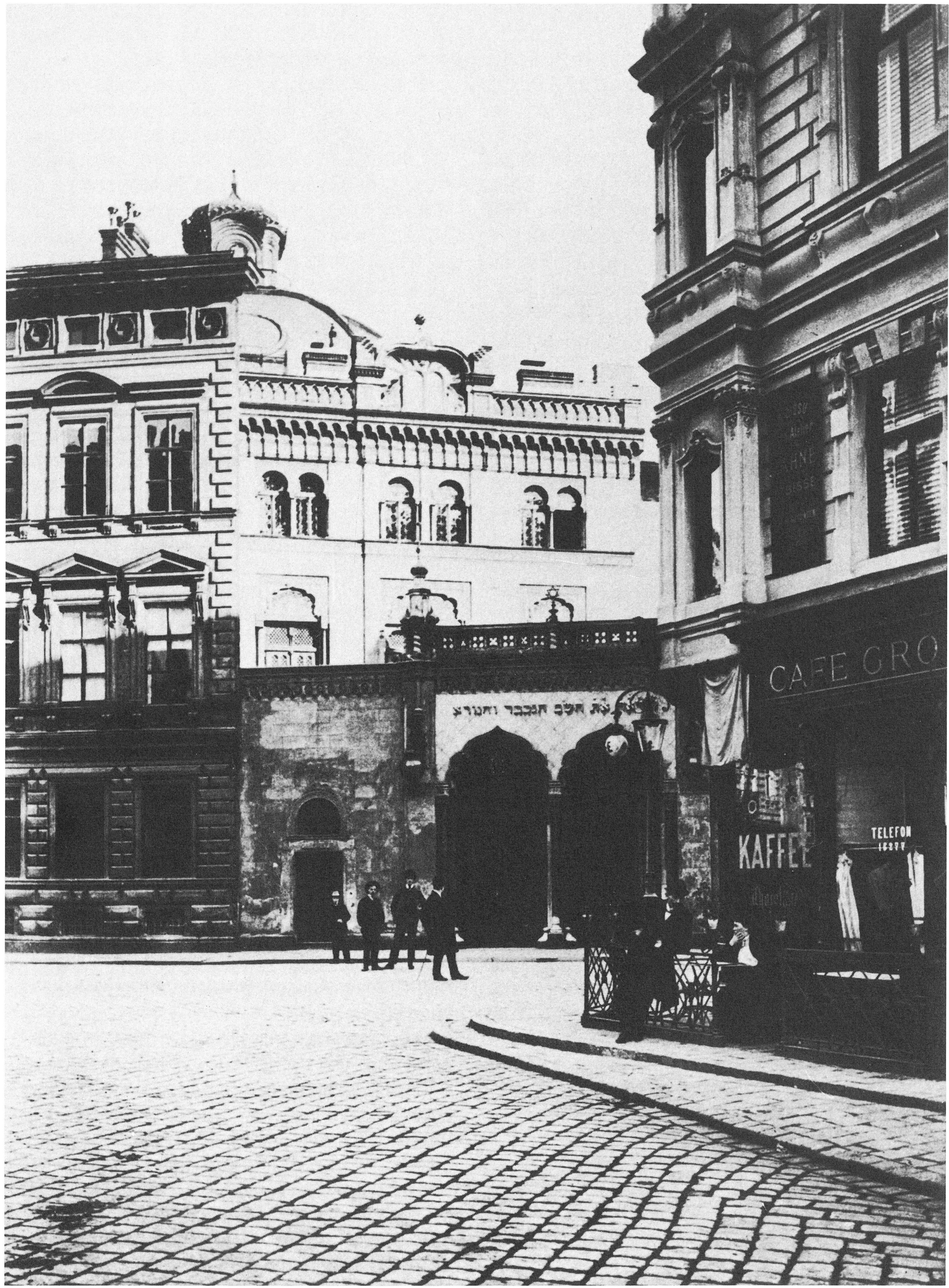
Храм «турецьких євреїв» (сефардів) у Відні в 1900 році

У 1895 р. Якоб Морено разом з батьками переїхав у Відень, де прожив до 1925 р. У 1905 р. батьки Морено переїхали в Берлін і незабаром розлучилися. Якоб умовив їх залишити його жити в сім'ї друзів у Відні. Після цього він ніколи не жив зі своїми батьками.
Морено закінчив Віденський університет за спеціальностями філософія та медицина.
Ще студентом Морено проводив час у парках Відня, розповідаючи дітям історії та граючи з ними.
Він писав: «Мій найважливіший початок був у садах Відня»
Ці ігри спирались на спонтанність дітей, але в той же час вони ставили під сумнів цінності, отримувані від батьків та педагогів. Він пропонував їм вигадувати казки, нові імена для себе і навіть нових батьків. Одного разу група дітей відмовилася йти в кіно, попросивши натомість піти гуляти і дивитися реальний світ. З'явились оповіді про таємничого молодого чоловіка в парку, який жив на дереві. Людиною, яка мала такий сильний вплив на дітей, зацікавилася шкільна адміністрація і поліція, підозрюючи, що він педофіл. Морено вирішив облишити дітей заради спокою, але завжди підкреслював цінність цього досвіду в розвитку психодрами.
У 1913 р. він разом з лікарем-венерологом Вільгельмом Груеном та журналістом Карлом Кольбертом почав працювати з віденськими повіями.
Приблизно в цей же період (у 1912 р., за деякими джерелами — в 1914 р.) відбулася зустріч Морено з Зигмундом Фрейдом, під час якої він сказав:

«Доктор Фрейд, я почав там, де ви закінчили. Ви працюєте з людьми в штучній обстановці вашого кабінету, я зустрічаю їх на вулицях і в їх будинку, у їхньому природному оточенні. Ви аналізуєте їхні сновидіння та мрії, я намагаюся зробити їх сміливими, щоб вони могли мріяти знову. Я вчу людей грати Бога».

Протягом всього життя Морено досить критично ставився до теорії Фрейда.
Під час Першої світової війни у 1915 р. Морено був медичним службовцем у таборі тірольських біженців у Міттендорфі, поблизу Відня, що мало велике значення для майбутнього створення методів соціометрії та соціодрами, а також для розробки концепції групової динаміки.
У 1917 р. Морено одержав диплом доктора медицини. З 1918 р. до самої еміграції працював общинним лікарем у Бад-Веслау під Віднем і фабричним лікарем на веславській камвольній фабриці.
З віденським періодом життя Морено пов'язані перші психотерапевтичні досліди і початок розробки ідей соціометрії, групової психотерапії та психодрами. У ці ж роки Морено захопився експериментальним театром. Тоді ж вийшли у світ його перші праці «Запрошення до Зустрічі» (1914), «Слова Батька» (1920) та «Театр спонтанності» (1924).
1 квітня 1921 р. (День дурнів) у Віденському театрі комедії Морено спробував організувати першу соціодраму. Він поставив на сцені королівський трон і перевдягнений в одяг королівського блазня запрошував всіх бажаючих зіграти роль короля Австрії, запропонувавши варіанти виходу з політичної кризи. Вистава провалилася, майже ніхто не наважився вийти на сцену, оскільки люди, на думку біографа Морено Рене Маріно, «не були готові стати на точку зору інших (тобто не хотіли або не вміли здійснювати обмін ролями)».

### Американський період
У 1925 р. Морено емігрував у США, де прожив до кінця життя. У перші роки американського періоду він працював у школах, виховних установах і в'язницях. У 1932 р. Морено запропонував ввести розроблені їм методи соціометрії та психодрами в роботу з пацієнтами психіатричних клінічних закладів, ув'язненими, вихованцями виправних колоній.
У 1933 р. Морено виступив на з'їзді Медичного Товариства Нью-Йорку, продемонструвавши декілька десятків соціометричних діаграм, початок розробки яких відноситься до діяльності в Міттендорфі у 1915 р. Морено описав цю подію, як початок соціометричного руху. Важливою віхою цього процесу став вихід у 1934 р. першого видання книги «Хто виживе?», де викладені основи соціометрії та соціодрами.

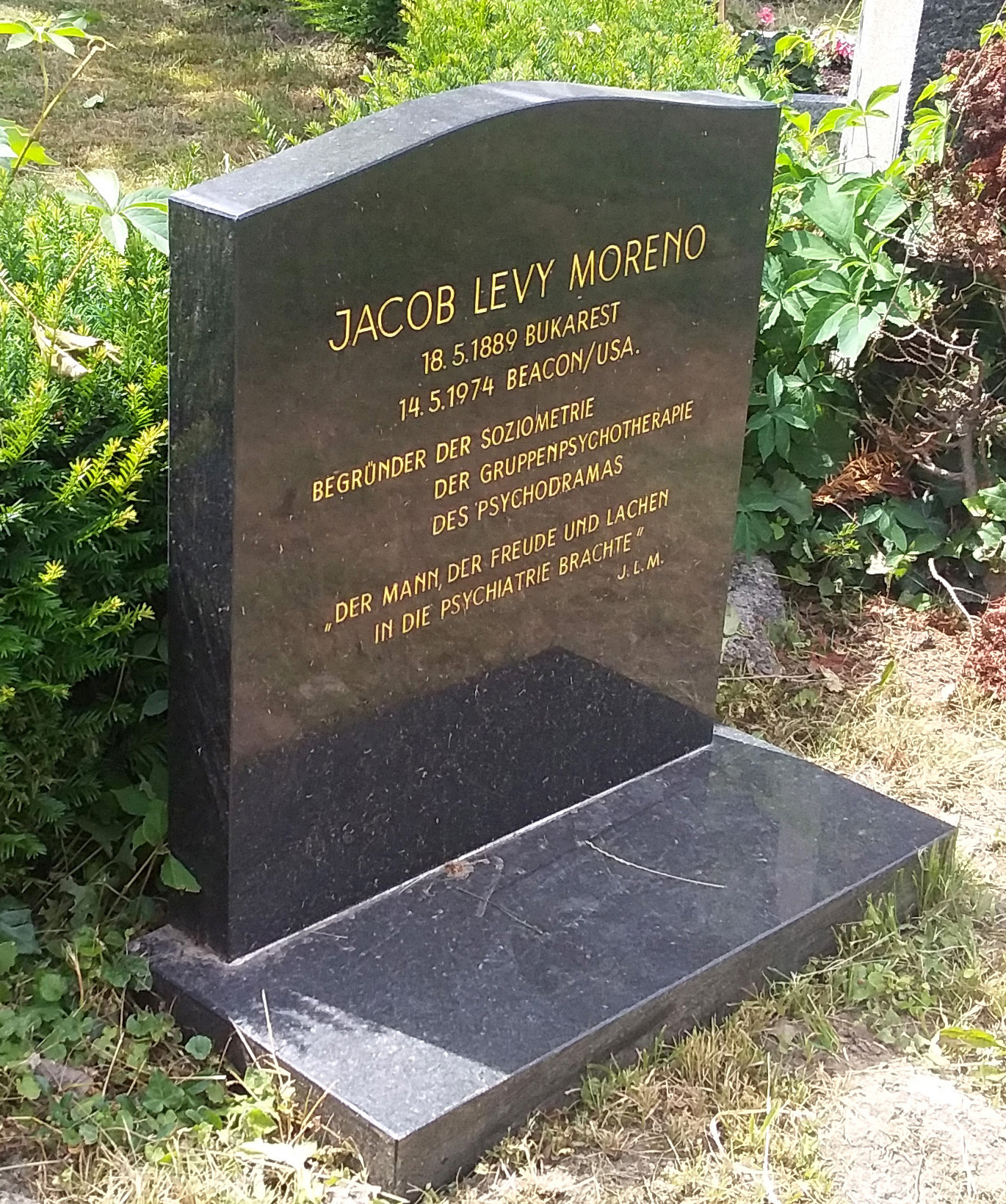
Поховання Якоба Морено у Відні

Одним з найвидатніших досягнень Морено вважається розробка ним методу психодрами. Першим центром психодрами став приватний психіатричний санаторій у Біконі (штат Нью-Йорк), де Морено працював головлікарем більше 30 років, і де в 1936 р. був створений перший психодраматичний театр. Пізніше театри психодрами, а також інститути соціометрії та психодрами стали з'являтися в різних клініках США, а потім і Європи.
У 1946 р. вийшов перший том тритомної праці «Психодрама» (1946—1969). У 1951 р. Морено став професором Нью-Йоркського університету.
У 1959 р. Морено відвідав СРСР, виступаючи з лекціями в Москві та Ленінграді. Напередодні цього візиту виходить російський переклад книги «Соціометрія, експериментальний метод і наука про суспільство» (1958).
Морено було присвоєно звання почесного доктора Барселонського (1968) та Віденського (1969) університетів.
14 травня 1974 р. після серії інсультів Якоб Леві Морено помер у своєму будинку в Біконі (штат Нью-Йорк). У 1993 р. прах Морено був перенесений на Центральне кладовище у Відні (Австрія). На могилі Морено висічено напис, запропонований ним самим: «Людина, що принесла радість і сміх у психіатрію».

## Організаторська та видавнича діяльність Морено
- 1918 — випуск журналу «Daimon», пов'язаного з експресіоністами
- 1931 — створення журналу «Impromptu»
- 1935 — створення компанії «Терапевтичний фільм»
- 1937 — почав виходити створений Морено журнал «Соціометрія»
- 1941 — Морено заснував Американське товариство групової психотерапії та психодрами
- 1945 — створення Американської соціометричної асоціації
- 1947 — створення відомого журналу «Соціатрія», що декілька разів перейменовувався і зараз називається «Журнал групової психотерапії, психодрами та соціометрії»
- 1950 — участь у першому Всесвітньому конгресі з психіатрії (Париж)
- 1951 — створення першого Міжнародного комітету з групової психотерапії
- 1956 — створення «Міжнародного журналу соціометрії та соціатрії»
- 1957 — обрання першим президентом Міжнародної ради групової психотерапії
- 1964 — організація першого Міжнародного конгресу з психодрами (Париж)
- 1973 — участь у створенні Міжнародної асоціації групової психотерапії

## Сім'я
Першим коханням Морено була Маріанна Лорніцо (1902—1984), з якою він познайомився в Бад-Веслау в 1919 р., але стосунки з нею не склалися, і вони розлучилися.
У 1928 р. Морено одружився з Беатріс Бічер (1894—1972). Це був по суті фіктивний шлюб, який розпався в 1936 р.
У 1938 р. Морено одружився з Флоренс Брідж (1912—2007), з якою прожив 10 років, і від якої у них у 1939 р. народилася донька Регіна.
У 1941 р. Морено познайомився з 24-річною Зеркою Теман, яка супроводжувала свою сестру в санаторій Бікона.
У 1949 р. Якоб Морено і Зерка Теман одружилися, їх шлюб тривав 25 років до самої смерті Морено.
У 1952 році в них народився син Джонатан.
Зерка Теман Морено стала не просто дружиною. Вона була популяризатором та інтерпретатором ідей Морено, фактичним співавтором методу психодрами. Після його смерті Зерка вважалася світовою лідеркою в цій царині психотерапії.
З методом психодрами пов'язане ім'я ще одного представника сім'ї Морено, його племінника — Джозефа Морено, який працює в царині музичної психодрами.

## Наукова спадщина Морено

### Теорія ролей, спонтанності і креативності
У теорії Морено найбільш глибинним філогенетичним фактором особистості, що формує людську поведінку, вважається її спонтанність. Морено писав:

«Навряд чи можна назвати особистістю людини, спонтанність якої дорівнює нулю. Зі зникненням спонтанності особистість гине. З ростом спонтанності розвиваються особистісні якості. Якщо можливості спонтанного безмежні, безмежний і потенціал особистісного».

З порушенням спонтанності Морено так чи інакше пов'язував всі психологічні проблеми, які виникають у людини. Ба більше, спонтанність розглядається ним як джерело всякої активності особистості:

«В силу універсальності дії та своєї споконвічної природи вона містить у собі всі інші форми вираження. Вони природно виникають з неї, або ж вона сприяє їхній появі…»

У теорії Морено одним із ключових є поняття «роль». Запозичене з театральної термінології, воно відображає геніальну шекспірівську думку, що «весь світ — театр, а люди в нім — актори, і кожний не одну там грає роль». Морено поширює психодраматичну концепцію ролей на всі виміри життя, розглядаючи не лише соціальні (як це робиться в традиційній соціології), але й соматичні, психічні й трансцендентні рольові категорії. Він зробив учасників своїх терапевтичних груп не глядачами, а акторами, справедливо вважаючи, що «діяти більш цілюще, ніж говорити». Він писав, що «стан катарсису сходить від глядача до актора й від актора назад до глядача», думаючи, що на емоційне потрясіння актор здатний не менше, ніж глядач, на чому, власно, і будується один з найважливіших психотерапевтичних механізмів у психодрамі.
Структура особистості, на думку Морено, містить у собі собою набір ролей. Фундаментальне значення мають ролі (первинні рольові категорії): соматичні (або психосоматичні), обумовлені фізіологічними потребами та емоціями; психічні, що виникають вже в соціальній матриці й розширюють сферу переживань дитини; соціальні, що задаються структурою соціальних відносин, у яких бере участь людина; трансцендентні (або інтегративні), в яких людина робить іманентну властивому світу трансценденцію та приходить до загального погляду на світ.

### Психодрама та групова психотерапія
Основні положення психодрами і рольової психотерапії базуються на філософії Зустрічі, розробленій Я. Л. Морено ще у віденський період творчості.
Метод психодрами полягає у драматургічному (рольовому) моделюванні проблемних ситуацій з метою розв'язання психотерапевтичних проблем. Пізніше метод був поширений на вирішення різноманітних розвивальних, навчальних та інших завдань.
Психодрама не обмежується рольовою грою, а включає велику групу технік, серед яких найважливішими є «дублювання», «обмін ролями», «дзеркало», що дозволяють подивитися на ситуацію з різних точок зору, сприйняти позицію іншого, зрозуміти неусвідомлені чинники поведінки тощо.
В основі психодрами лежать різні психотерапевтичні механізми. Одним з них є катарсис, який полягає в бурхливому вивільненні стримуваних раніше емоцій і почуттів. Людина позбувається їх патологічного впливу, що заважає процесам нормальної комунікації. Ще одним важливим психотерапевтичним механізмом є інсайт, який в психодрамі набуває свого значення як «інсайт-в-дії» або «інтеграція емоційного, когнітивного, поведінкового, міжособистісного і уявного навчального досвіду». Цією своєю властивістю він протиставляється чисто «інтелектуальному» інсайту в його вузькому розумінні: «Інсайт-в-дії близький до катарсису, його можна розглядати як деякий спосіб вивільнення ідеї з області підсвідомого».
Важливою особливістю процесів міжособистісної взаємодії в психодрамі є феномен «теле», що дозволяє людям емоційно взаємодіяти, використовуючи мову несвідомого, коли вони вгадують в іншому те, що недоступно їх свідомого досвіду і являє собою близькість власних переживань і власної особистісної чутливості.
Я. Л. Морено вважається одним із засновників групової психотерапії. Власне, психодрама — є одним із найпоширеніших і найефективніших її методів. Перші ідеї про цілющі властивості групової роботи з'явилися ще в студентські роки під час роботи Я. Л. Морено з групами віденських повій. Ось як він пише про це у другому виданні своєї книги «Хто виживе?» (1953):

«Вже тоді мене вразили чотири аспекти групової психотерапії, пізніше вони стали основами групової психотерапії будь-якого роду: 1) автономія групи; 2) у групи є своя структура, і варто дізнатися про неї якомога більше; груповий діагноз є попередньою умовою групової психотерапії; 3) проблема колективності; повії становили якийсь загальний соціальний порядок зі своїми патернами поведінки, ролями і т. д., що забарвлювало будь-яку ситуацію незалежно від окремих учасників групи і конкретної групи в цілому; 4) проблема анонімності або безіменності. У ситуації індивідуальної терапії клієнт знаходиться наодинці з доктором, вся увага спрямована на його Его, у нього є ім'я, його душа являє собою немовби цінну приватну власність. Але в груповий психотерапії існує тенденція до безіменності її членів, кордони між окремими Его послаблюються, важливості набуває сама група як єдине ціле».

### Соціометрія та соціодрама
Під час роботи у таборі тірольських біженців у Міттендорфі (1915) Я. Л. Морено здійснив важливі спостереження, які згодом лягли в основу розроблених ним методів соціометрії та соціодрами. Ось як він описує цей досвід у своєму інтерв'ю:

«Я побачив, як розвивалися людські відносини, повні конфлікту й напруженості, ворожості. Я бачив конфлікт між расами – між чехами, німцями й італійцями, конфлікт між релігіями – католиками, протестантами, євреями. <...> Я негайно почав помічати симпатії й антипатії, а також байдужність, ревнощі й ненависть, які перешкоджали процесу інтеграції. Я сказав, що це не індивідуум, це група, і тому я вперше досліджував те, що я пізніше назвав соціограмою, що являє собою структуру групи. А потім я зобразив схему цієї спільноти соціометрично, те, що ми сьогодні можемо назвати груповою динамікою». 

Практичне «соціотерапевтичне» втілення соціометрична теорія знаходить у такому методі «соціатрії», як соціодрама, яка довела свою високу ефективність для роботи з численними факторами соціальної напруженості (класовими, міжетнічними, міжконфесійними й т.п.), по подоланню негативних тенденцій групової динаміки, міжгруппових або внутрігрупових протистоянь і конфліктів, образу ворога тощо.

### Теорія дитячого розвитку
Розвиток особистості Морено розглядав у двох аспектах: як соціоемоційний (формування здатності до міжлюдських відносин) і рольовий розвиток (придбання досвіду завдяки рольовому навчанню).

#### Соціоемоційний розвиток
Соціоемоційний розвиток починається з феномену спонтанної соціалізації не пов'язаних родинними зв'язками людей на найбільш ранньому ступені їхнього розвитку. На 1-20 тижні діти живуть на стадії органічної ізоляції, не помічаючи один одного. З 20-24 тижня починається стадія горизонтальної диференціації, коли контакти не залежать від індивідуальних особливостей дитини, а обумовлені ступенем близькості (розташуванням ліжечок). На 40-42 тижні починається стадія вертикальної диференціації, коли на групову організацію починають впливати фізична сила та кмітливість.
У групі утворюються «верх» з її лідерами та «низ» з несамостійними й відособленими членами групи. Однак взаємні соціометричні вибори у маленьких дітей рідкісні внаслідок нерозвиненості феномену теле, тобто здатності спілкуватися на деякій дистанції, передаючи здалеку емоційні повідомлення один одному.
Приблизно на сьомому році життя соціометрична структура дитячих груп міняється. Численні взаємні вибори свідчать про те, що фактор теле стає більше дієвим. До завершення пубертата й появи типових для дорослих людей групових структур, змінюючи один одного, випливають дві стадії переваги різностатевих і дві стадії переваги одностатевих виборів.

#### Рольовий розвиток
Рольовий розвиток розглядається як чергування декількох стадій розвитку людини.
Ембріональна стадія.
На цьому рівні людина, на думку Морено, вступає у відносини зі світом, тобто в неї з'являється поведінка. Дитина і мати утворюють функціональну органічну єдність (органічна плацента). Найважливішим фактором нормального розвитку в цей час є спонтанність (S-фактор). Нормальні (спонтанні) пологи — це безтравматичний перехід від внутрішньоутробних до позаутробних умов існування.
Перший психічний всесвіт (матриця всесвітньої ідентичності).
На цій стадії дитина ще не диференціює об'єкти та живі істоти. Мати разом з дитиною утворюють інтеракціональну єдність (соціальна плацента), переживання якої стає глибинним переживанням тотожності зі світом і формує наступну довіру до власного буття (відповідне описаній Е. Еріксоном базовій довірі до світу). Причиною сильної концентрації дитини на стадії всесвітньої ідентичності є акціональний голод, що спонукає її цілком віддаватися дії. Інтеракція (як і на наступних стадіях) здійснюється завдяки процесам розігріву.
Перший психічний всесвіт (матриця всесвітньої реальності).
Дитина починає розрізняти та впізнавати оточуючих людей та предмети, однак вона робить це тільки в той момент, коли вони реально присутні. Уявлення про речі відсутні або, у всякому разі, не диференціюються від самих предметів.
Другий психічний всесвіт.
Єдине сприйняття світу дитиною розділяється на сприйняття реальності та на фантазію, що є передумовою виникнення дискурсивного мислення. Завдяки абстрактному мисленню поступово змінюється сприймання світу, відбувається диференціація мови та формування понять. На цій стадії дитина знайомиться з ролями ще до того, як вона здатна діяти. Вона повинна навчитися жити і в реальності, і в уявленні, не віддаючи переваги жодному зі світів на шкоду іншому.
Третій психічний всесвіт.
Людина переживає тотожність із трансперсональним буттям. Це переживання не є обов'язковим у психосоціальному відношенні. Воно відбувається не лише в психічних або соціальних ролях, а й завдяки трансценденції до нової рольової категорії інтегративного переживання.

### Психопатологія
У процесі рольового розвитку відбувається послідовне формування всіх рольових категорій: соматичних, психічних, соціальних і трансцендентних. Якщо яка-небудь фаза обминається (стрибкоподібна прогресія), якщо відбувається повернення на попередні рівні (регресія) або застій у якійсь фазі, то спостерігаються різні випадки особистісної патології. Так, пропуск формування психічних ролей (перескакування із соматичних на соціальні) веде до психопатичного розвитку, а пропуск соціальних (перескакування з психічних на трансцендентні) — до шизоїдного.
Повернення до нижчих рівнів є причиною розвитку страху, що може проявлятися в різних порушеннях: невротичних (при регресії з трансцендентних ролей на соціальні); психотичних (при регресії з соціальних ролей на психічні); і шизофренних (при регресії з трансцендентних до рівня психічних або соматичних ролей).
Якщо на етапі «другого психічного всесвіту» (що справедливо вважається фундаментом розвитку особистості) людина залишається на попередньому рівні сприймання (в межах матриці всесвітньої реальності), це загрожує їй слабоумством. І навпаки, застрягання на рівні своїх уявлень може стати причиною невротичної відгородженості від реальності через ірреальні страхи та бажання.
Ролі можуть не лише розвиватися, але й деградувати, в'янути, що проявляється в різних формах атрофії ролей або вторинного рольового дефіциту.
Метою психодрама-терапії є пробудження спонтанності людини, що знаходить вираження у творчому акті.

## Основні праці Морено

### Німецькою мовою
- Einladung zu einer Begegnung. Wien: Anzengruber Verlag, 1914.
- Das Testament des Vaters. Berlin-Potsdam: Kiepenheuer Verlag, 1920.
- Das Stegreiftheater. Potsdam: Kiepenheuer Verlag, 1923.

### Англійською мовою
- Moreno, J. L. (1932). First Book on Group Therapy. Beacon House.
- Moreno, J. L. (1934). Who Shall Survive? A new Approach to the Problem of Human Interrelations. Beacon House. ISBN 978-9992695722
- Moreno, J. L. (1946). Psychodrama. Volume 1. Beacon House.
- Moreno, J. L. (1951). Sociometry, Experimental Method and the Science of Society: An Approach to a New Political Orientation. Beacon House. ISBN 978-1291121759
- Moreno, J. L. (1956). Sociometry and the Science of Man. Beacon House.
- Moreno, J. L. (1959). Psychodrama Volume 2: Foundations of Psychodrama. Beacon House.
- Moreno, J. L. (1960). The Sociometry Reader. Beacon House.
- Moreno, J. L. (1966). The International Handbook of Group Psychotherapy. Philosophical Library.
- Moreno, J. L. (1969). Psychodrama Volume 3: Action Therapy and Principles of Practice. Beacon House.
- Moreno, J. L. (1978) Who shall survive? Foundations of Sociometry, Group Psychotherapy and Sociodrama. — Beacon, N.Y. : Beacon House Inc. — cxiv; 763 p. ISBN 978-9992695722
- Moreno, J. L. (1989). Preludes of my Autobiography. Beacon House.

### Переклади російською мовою
- Морено Дж. Театр спонтанности / Дж. Морено ; пер с англ. — Красноярск: Фонд Мент. Здоровья, 1993. — 125 с.
- Морено Я. Психодрама / Я. Морено ; пер. с англ. — М.: Апрель-Пресс, Изд-во ЭКСМО-Пресс, 2001. — 528 с. ISBN 5-04-008402-1
- Морено Я. Л. Социометрия: Экспериментальный метод и наука об обществе / Я. Морено ; пер. с англ. — М.: Академический проект, 2001. — 384 с. ISBN 5-8291-0110-6